# Antigonia capros
Antigonia capros är en fisk från de sanktpersfiskartade fiskarnas ordning och trynfiskarnas familj som finns i de flesta tropiska och subtropiska hav.

## Utseende
En fisk med mycket hög kropp, högre än den är lång, som dessutom är starkt sammantryckt från sidorna. Pannan är kraftigt sluttande. Färgen är skär till rödaktig med genomskinliga rygg-, anal- och stjärtfenor. Ryggfenan har 7 till 9 (vanligtvis 8) taggstrålar, följda av 31 till 37 mjukstrålar. Den kan bli drygt 30 cm lång och väga 170 g, men är oftast klart mindre.

## Vanor
Antigonia capros är en fisk som lever nära bottnen på mellan 50 och 900 merters djup, vanligen mellan 100 och 300 meter. Ungfiskarna håller sig till grundare vatten. Födan består av snäckor, bläckfiskar och kräftdjur.

## Utbredning
Arten finns i de flesta tropiska och subtropiska hav. I östra Atlanten uppträder den från Frankrike över Azorerna och Madeira till Namibia, i västra från södra New England över Mexikanska Golfen till Uruguay. I Stilla havet finns den från Hawaii till Japan.